# VI. Amadé savoyai gróf
Savoyai VI. Amadé vagy Amadeus (Chambéry, 1334. január 4. – Campobasso, 1383. február 27.) Savoya grófja 1343–1383 között. A Savoyai Grófság kiemelkedő uralkodójaként tartják számon, aki uralma alatt grófságát a régió megkerülhetetlen hatalmává léptette elő. Legjelentősebb külföldi katonai vállalkozása az 1366-os törökellenes háborúban való részvétele volt, melyet a történetírásban az Oszmán Birodalom ellen irányuló első keresztes hadjáratnak tekintenek.

## Élete
Amadeus 1343-ban lépett apja örökébe a Savoyai Grófság élén, annak halála után. Mivel még kiskorú volt, kezdetben két régens gyakorolta helyette a hatalmat: III. Amadeus genfi gróf és II. Lajos vaud-i báró, akik apjának unokatestvérei voltak. A fiatal Amadeus széleskörű neveltetésben részesült: a lovaglás és kardforgatás elsajátítása mellett olyan had- és politikatörténeti munkákon nevelkedett, mint a De Re Militari és a De Regimine Principum.
Mikor I. Johanna nápolyi királynő 1343-ban trónra lépett – férje ekkor András calabriai herceg volt – II. János monferratói őrgróf megtámadta Nápoly észak-itáliai birtokait. Johanna védelmében Amadeus egyik vazallusa lépett fel, aki 1345-ben súlyos vereséget szenvedett a monferratói (franciául: montferrat-i) csapatoktól. Szorongatott vazallusa megsegítésére Amadeus személyesen vezetett hadjáratot, melynek eredményeként visszaverték a monferratói márki csapatait a Nápolyi Királyság területéről. A győzelmet követően Amadeus kölcsönös segítségnyújtási szövetséget kötött a Milánói Hercegséget uraló Visconti-házzal, a szövetséget 1350. szeptember 10-én a II. Galeazzo és Savoyai Blanka hercegnő (Amadeus húga) között megkötött házasság pecsételte meg. 
A gróf 1351–1352 között Wallis kantonba vezetett hadjáratot, ahol egy parasztfelkelés robbant ki a helyi nemesek ellen. Sion 1352-es sikeres ostromát követően a gróf kiterjesztette államának határát a régióra is. 1353–1354 között csapataival részt vett a százéves háború első szakaszában, mikor II. János francia király segítségére sietve rátámadt az angolokkal szövetségben álló Hugó gascogne-i gróf csapataira és Les Abrets mellett megsemmisítő erejű vereséget mért rá. 
1366-ban V. Ióannész bizánci császár segítségére sietve, I. Lajos magyar királlyal szövetségben hadjáratot vezetett a Balkánon az előretörő Oszmán Birodalom és a vele szövetséges Bulgária ellen. Míg Lajos király serege a szárazföldön nyomult előre, Amadeus hajóhadával felmentette az oszmánok által ostromolt Gallipolit, majd bevette a bulgáriai Neszebar és Szozopol kikötőket, ezt követően sikertelenül próbálkozott Várna ostromával.

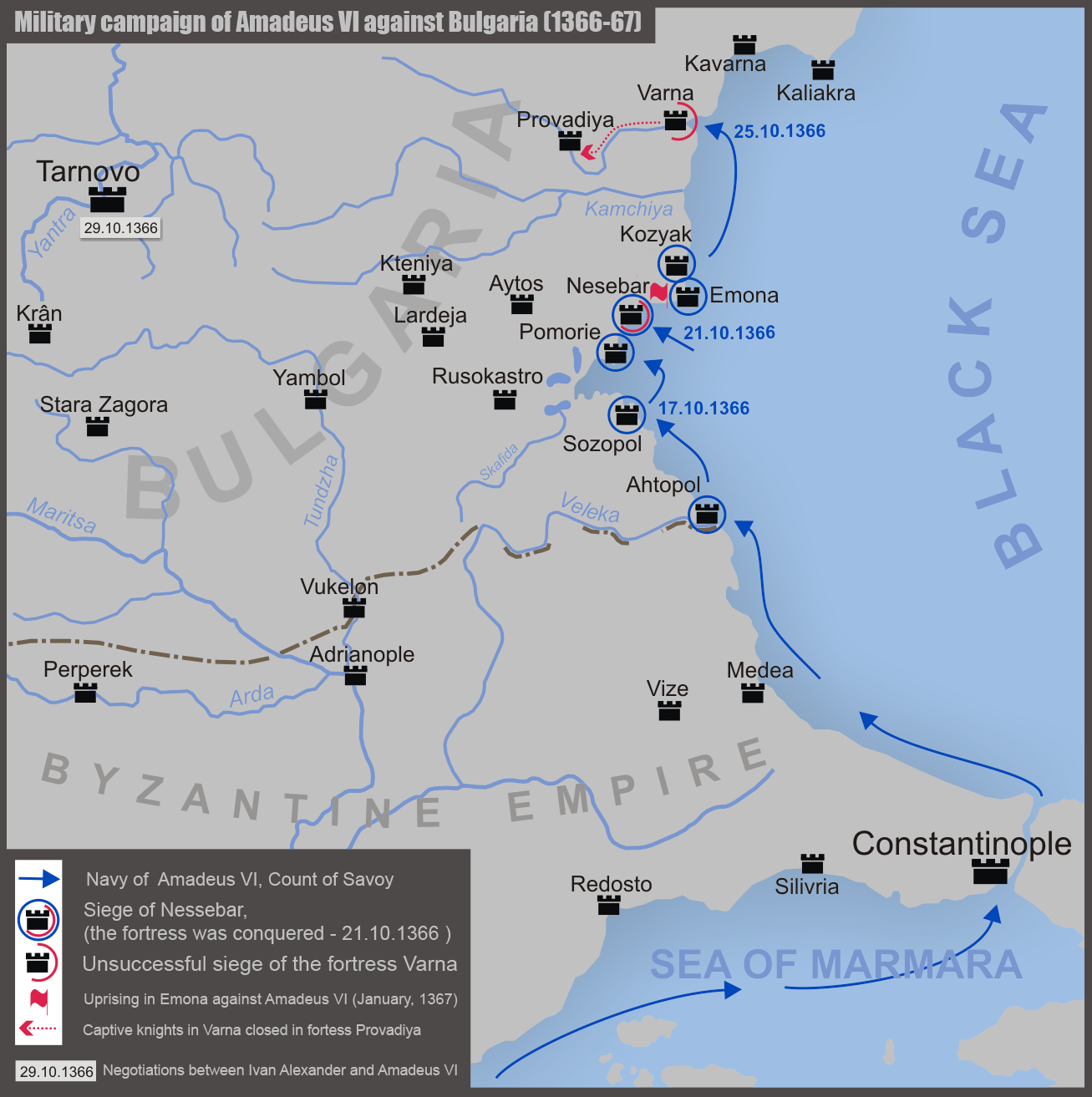
Amadé hadjárata Bulgáriában (1366–67)
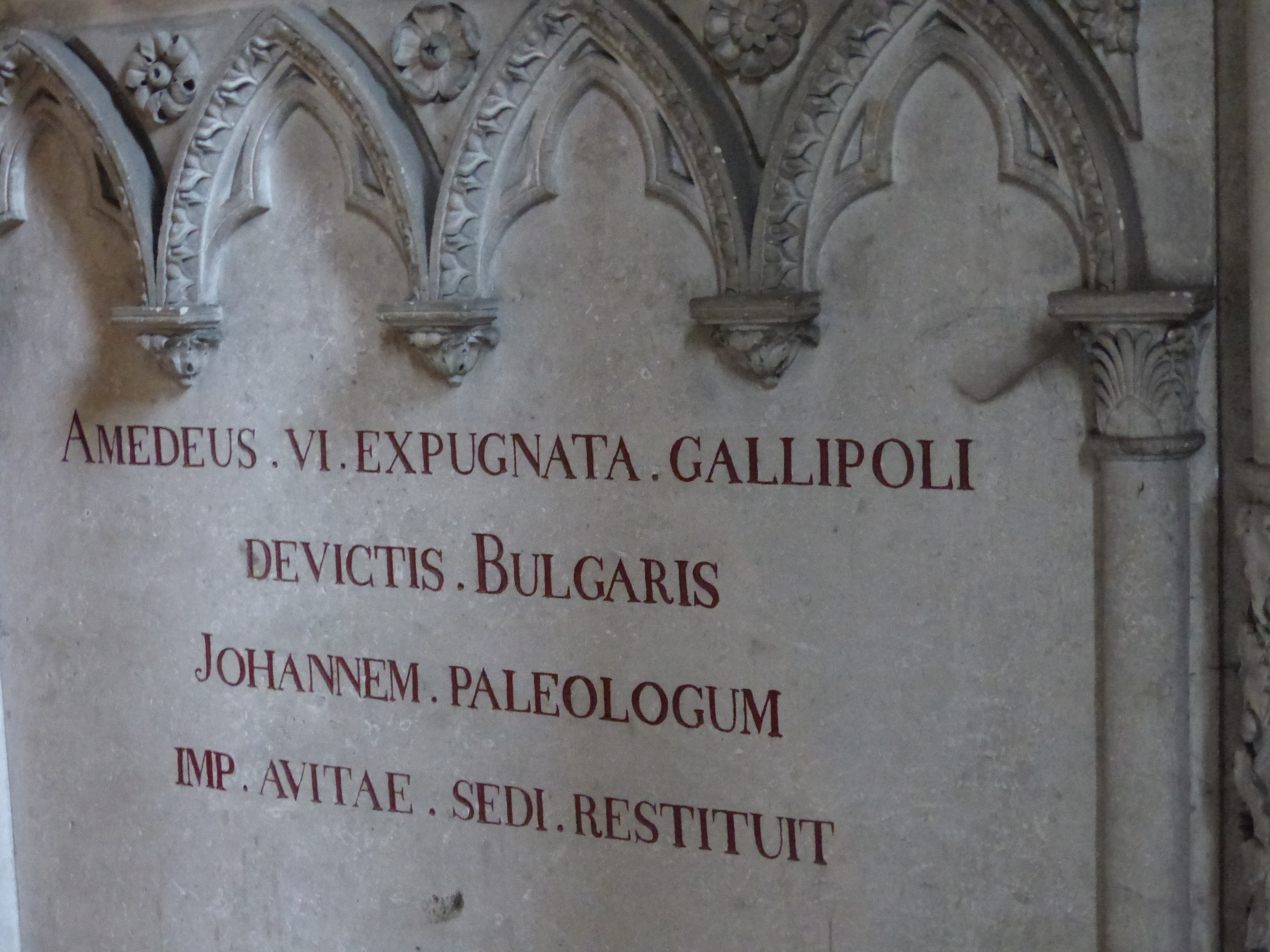
Kenotáfiuma az Hautecombe apátságban
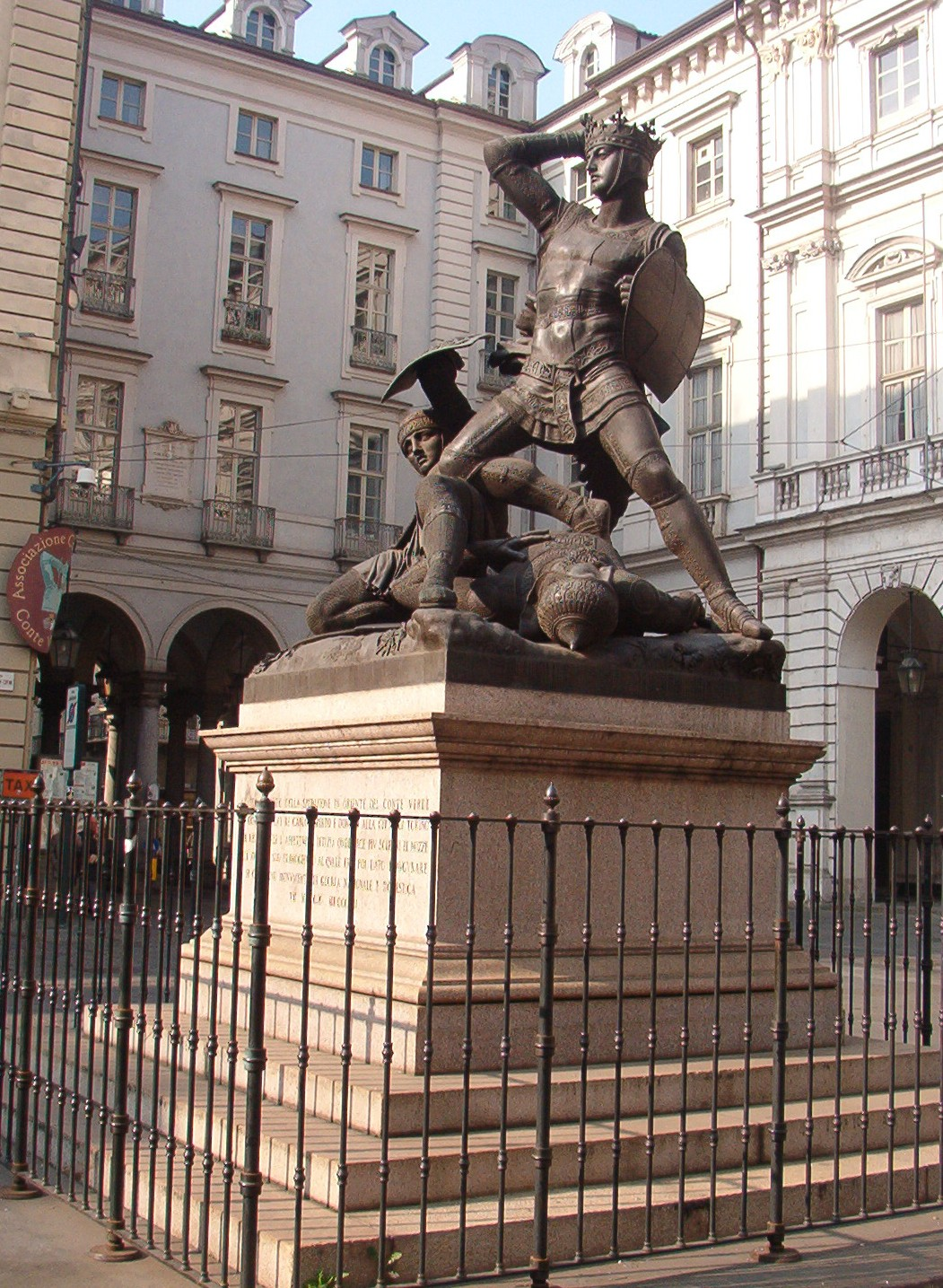
Szobra a piemonti Torinóban

## Beceneve
Becenevét, a zöld grófot a 19. születésnapjára rendezett tornán kapta, mikor egy teljesen zöld páncélzatban jelent meg és lovát is zöld lószerszámok borították, az őt kísérő lovagok és udvarhölgyek pedig szintén zöldben voltak. Ettől kezdve a zöld ruhái és udvara általános színévé vált. 